# Президентські вибори в Білорусі 1999

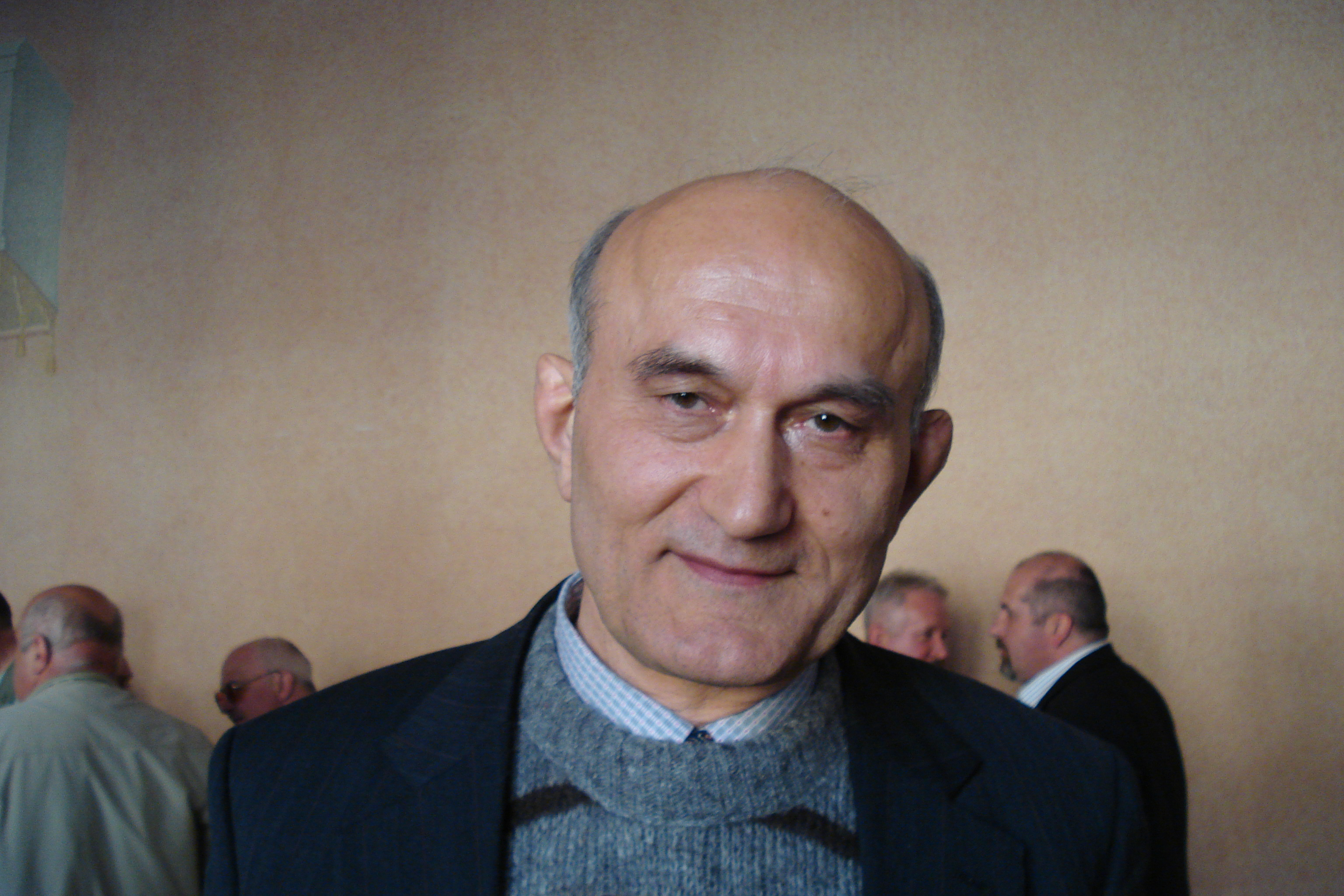
Зенон Позняк

Президентські вибори в Білорусі 1999 року — політична акція, аналог виборів Президента Республіки Білорусь, що пройшла 16 травня 1999 року.

## Передумови
Після референдуму 24 листопада 1996 року в Білорусі склалася ситуація співіснування легітимних безвладних і нелегітимних панівних органів влади. Створений за введеної в дію після референдуму виправленнями до конституції двопалатний парламент — Національні збори Білорусі — не був визнаний міжнародним співтовариством, а легітимна Верховна Рада, хоча і діяла, але втратила можливість виконувати законодавчі та представницькі функції, оскільки здійснення його постанов нічим не забезпечувалася.
Проте, Верховна Рада продовжувала діяти як визнаний Європарламент законодавчий орган. З лютого 1997 року максимальна чисельність депутатів на засіданнях Верховної Ради не перевищувала 50 осіб, а термін «парламентські сесії» поступився більш скромному визначенню — «депутатські збори».
Продовжуючи виконувати Конституцію 1994 року, Верховна Рада не визнала продовження повноважень Олександра Лукашенка на два роки (згідно введеним в дію поправок 1996 року до Конституції президентський термін відраховується з 1996 року терміном на п'ять років). Таким чином, на переконання Верховної Ради, повноваження президента закінчувалися 20 липня 1999 року. На цій підставі депутати Верховної Ради призначили президентські вибори на 16 травня 1999 року.

## Хід виборчої кампанії

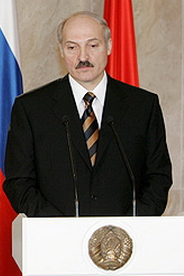
Олександр Лукашенко

Збір підписів за висунення кандидатів зіткнувся з протидією з боку влади. Білоруське телебачення показало ряд пропагандистських передач, в яких на збирачів підписів «полювали» співробітники міліції. Міністерство юстиції за участь в проведенні президентських виборів винесло офіційні попередження партіям Білоруський народний фронт, ОГП і Білоруському Гельсінському комітету. Державний комітет у справах друку виносив попередження засобам масової інформації за інформаційну підтримку виборів.
31 березня обидві ініціативні групи представили в Центрвиборчком зібрані за кандидатів підписи: за кожного близько 130 тисяч. У той же день Зенон Позняк та Михайло Чигір були зареєстровані кандидатами. На наступний день, 1 квітня, Михайло Чигір був заарештований за звинуваченням в економічних злочинах, нібито скоєних в 1993–1994 роках, коли він очолював «Білагропромбанк».
У зв'язку з неможливістю організації стаціонарних ділянок для голосування ЦВК ухвалила рішення провести голосування з 6 по 16 травня шляхом обходу виборців. Отже, вибори не могли відповідати стандартам ОБСЄ, і стало неможливим запросити спостерігачів від цієї організації, а разом з тим і отримати міжнародне визнання результатів голосування.
Після початку голосування Зенон Позняк зняв свою кандидатуру на підставі «численних порушень» з боку голови ЦВК Віктора Гончара на час підготовки та проведення виборчої кампанії. Після цього вибори остаточно втратили сенс, а рішення Позняка викликало критику частини партійців і надалі розкол в Білоруському народному фронті.
19 травня були підбиты підсумки виборів. За даними голови ЦВК, участь у виборах взяли 53 % виборців, але переможець не був оголошений.

## Наслідки
По суті, спроба провести вибори стала політичною акцією, яка показала, що існує необхідність перетворень суспільства на підставі Конституції 1994 року. Відбулася активізація білоруського суспільства і якісні зміни в демократичній опозиції.
Восени 1999 року кризу, що виникла після висловлювань Зенона Позняка на адресу голови ЦВК Віктора Гончара закінчився розколом БНФ на дві структури: партію БНФ під керівництвом Вінцука Вячорка і Консервативно-Християнська Партія — БНФ З. Позняк.
Діяльність самої Верховної Ради була дезорганізована від'їздом її голови Семена Шарецького в Литву. Виконувати обов'язки голови взявся Віктор Гончар, але його зникнення у вересні 1999 року фактично поклало край діяльності Верховної Ради.
21 серпня 1999 року депутати Верховної Ради, вірні Конституції 1994 року, призначили Семена Шарецького виконуючим обов'язки Президента Республіки Білорусь.